# Numismatische Gesellschaft zu Berlin
Die Numismatische Gesellschaft zu Berlin ist ein eingetragener Verein, der am 22. Dezember 1843 gegründet wurde. Er ist damit der älteste numismatische Verein Deutschlands und (nach der 1836 in London gegründeten Royal Numismatic Society und der 1841 in Brüssel begründeten Société royale de Numismatique) einer der ältesten Europas.
Zweck der Gesellschaft ist „die Pflege der Numismatik, insbesondere die gegenseitige Belehrung über Gegenstände der Münzkunde und verwandten Wissenschaften, sowie die Unterstützung und Veröffentlichung münzwissenschaftlicher Arbeiten“.
Die von der Numismatischen Gesellschaft veröffentlichte numismatische Fachzeitschrift wurde seit dem Jahr 1880 monatlich als Berliner Münzblätter veröffentlicht. In der Zeit des Nationalsozialismus musste die Gesellschaft den Titel der Zeitschrift in Deutsche Münzblätter verändern.